# Manuel Canabal (futbolista)
Manuel Canabal (nacido en Rosario, 18 de enero de 1926 - ?) fue un futbolista argentino. Se desempeñaba como delantero y su primer club fue Argentino de Rosario.

## Carrera
Arrancó su participación en el fútbol profesional vistiendo la casaca del cuadro salaíto. En el club de barrio Sarmiento se desempeñó desde 1946 hasta 1949, en el campeonato de Primera B, por entonces segunda categoría del fútbol argentino. Sus buenas actuaciones llamaron la atención de Rosario Central, equipo que en 1950 había perdido la categoría, por lo que optó por Canabal para reforzar el plantel. En ese torneo de Primera B de 1951 jugó un único encuentro. Fue ante Tigre, el 23 de septiembre de ese año, con victoria canalla 1-0. La temporada finalizó con el título para Rosario Central y el consecuente retorno a Primera División.

### Estadística por torneo (Primera B de Argentina)
| Club                 | Año       | Resultado           |
| -------------------- | --------- | ------------------- |
| Argentino de Rosario | 1946      | 7°                  |
|                      | 1947-1949 | 15 partidos 5 goles |
| Rosario Central      | 1951      | 1 partido 0 goles   |

## Clubes
| Club                 | País      | Año       |
| -------------------- | --------- | --------- |
| Argentino de Rosario | Argentina | 1946-1949 |
| Rosario Central      | Argentina | 1951      |

## Palmarés
| Equipo          | País      | Título           | Año  |
| --------------- | --------- | ---------------- | ---- |
| Rosario Central | Argentina | Segunda División | 1951 |